# بنی پلد
بنی پلد (انگلیسی: Benny Peled; ۱۸ آوریل ۱۹۲۸ – ۱۳ ژوئیهٔ ۲۰۰۲) سرلشکر نیروهای دفاعی اسرائیل بود، که در فاصله سال‌های ۱۹۷۳ تا ۱۹۷۷ به‌عنوان هشتمین فرمانده نیروی هوایی اسرائیل فعالیت می‌کرد. وی از ۱۹۷۸ تا ۱۹۸۵ مدیرعامل شرکت البیت سیستمز بود.

## زندگی‌نامه
او با نام بنیامین وایدنفلد در تل آویو، فلسطین تحت قیمومیت، در سال ۱۹۲۸ متولد شد و نام خود را به پلد (نام عبری) تغییر داد. پدرش، آری وایدنفلد، عضوی از خانواده‌ای بود که در جریان مهاجرت اول از رومانی به اسرائیل آمده و در روش پینا ساکن شدند. پدرش در بخش کارهای عمومی دولت تحت قیمومیت بریتانیا کار می‌کرد و از جمله مسئولیت‌های او ساخت فرودگاه‌ها بود. مادرش، یونا وایدنفلد (با نام خانوادگی گورفینکل)، در سال ۱۹۲۵ از لهستان آمده بود. پلد پسر بزرگ خانواده بود و یک برادر و خواهر کوچکتر داشت.
پلد در دبیرستان هرتزلیا تحصیل کرد و معلمانش شامل شائول چرنیشوفسکی، یهودا بورلا و زوی نیشری بودند. پس از یک دوره کوتاه خدمت در پلیس شهرک‌های یهودی در نوجوانی، او به عنوان مکانیک در اوایل شکل‌گیری نیروی هوایی اسرائیل شروع به کار کرد. در طول جنگ اعراب و اسرائیل در سال ۱۹۴۸، او اولین هواپیمای مسرشمیت ب‌اف ۱۰۹ را که به صورت اوراق شده به اسرائیل رسیده بود، مونتاژ کرد. سپس خلبان شد و در جنگ استقلال جنگید.
پس از جنگ، او یکی از پیشگامان عصر جت در نیروی هوایی اسرائیل بود. او فرماندهی اولین اسکادران‌های گلاستر متئور، داسو اوراگان و داسو میستره را بر عهده داشت. در سال ۱۹۵۶، پلد در عملیات کادش، بحران سوئز یا سینا، شرکت کرد که در آن جت میستر او توسط آتش ضد هوایی مصر سرنگون شد و او اولین خلبان اسرائیلی شد که از صندلی پرتاب شونده استفاده کرد. او توسط یک هواپیمای سبک پایپر جی-۳ کاب نیروی هوایی اسرائیل نجات یافت.
پلد در طول جنگ شش روزه ۱۹۶۷ فرمانده پایگاه بود. او در سال ۱۹۷۳، زمانی که ۴۵ ساله بود، فرمانده نیروی هوایی اسرائیل شد. در این سمت، او نیروی هوایی اسرائیل را در جنگ یوم کیپور رهبری کرد و با موفقیت بر شکست‌های اولیه غلبه کرد. در ژوئیه ۱۹۷۶، او عملیات انتبه را برنامه‌ریزی و اجرا کرد. این عملیات، نجات برنامه‌ریزی‌شده گروگان‌های گرفته‌شده توسط هواپیماربایان تروریست در انتبه، اوگاندا بود.
در سال ۱۹۷۸، پلد مدیرعامل شرکت البیت سیستمز شد، سمتی که تا سال ۱۹۸۵ در اختیار داشت.